# Mascha Kaléko
Mascha Kaléko (Schidlow, 7 giugno 1907 – Zurigo, 21 gennaio 1975) è stata una poetessa tedesca.

## Biografia
Mascha Kaléko nata Golda Malka Aufen, figlia illegittima del commerciante ebreo-russo Fischel Engel e di quella che poi diverrà sua moglie, l'ebrea austriaca Rozalia Chaja Reisel Aufen. Nel 1914, all'inizio della prima guerra mondiale, per sfuggire ai pogrom la madre si trasferì in Germania, a Francoforte sul Meno, con le figlie Mascha e Lea, il padre che seguì la famiglia poco tempo dopo, una volta arrivato in Germania a causa della nazionalità russa venne internato come "straniero nemico". A Francoforte Mascha frequentò la scuola elementare, nel 1916 la famiglia si trasferì a Marburgo e infine, nel 1918 a Berlino nello Scheunenviertel nel quartiere di Mitte.
Nonostante fosse un'ottima studentessa ed interessata al proseguimento degli studi Mascha abbandonò la scuola prima della maturità. Secondo il padre lo studio non era indispensabile per una ragazza.  Nel 1922 i genitori si sposarono civilmente e il padre riconobbe Mascha che cambiò il cognome in Engel.
Nel 1925 iniziò un apprendistato negli uffici dell'Ente per il lavoro delle organizzazioni  ebraiche in Germania (Arbeiterfürsorgeamt der jüdischen Organisationen Deutschlands) un ente che offriva assistenza agli ebrei immigrati dai paesi dell'est, nel contempo frequentò i corsi serali di filosofia e psicologia presso la Lessing-Hochschule e presso la Friedrich-Wilhelms-Universität (oggi Università Humboldt).
Il 31 luglio del 1928 sposò il filologo Saul Aron Kaléko. Verso la fine degli anni '20 entrò in contatto con l'avanguardia artistica di Berlino che si riuniva nel Romanisches Café. Qui conobbe tra gli altri Else Lasker-Schüler, Erich Kästner, Kurt Tucholsky e Joachim Ringelnatz.
Nel 1929 pubblicò le prime poesie nel giornale Querschnitt, queste descrivevano spaccati di vita della gente comune e ambienti e clima della Berlino dell'epoca. Negli anni 1933/1934 studiò presso la Reimann-Schule a Berlino, tra l'altro frequentò i corsi di scrittura pubblicitaria e promozionale. Nel 1933 pubblicò l'opera Lyrische Stenogrammheft, del quale il filosofo Martin Heidegger scrisse a Mascha nel 1959 affermando: „[…] il suo 'Stenogrammheft' dice che lei sa tutto ciò che i mortali devono sapere.“.
I roghi dei libri del 1933 dei nazisti non coinvolsero la pubblicazione della sua opera, all'epoca i nazisti non erano ancora a conoscenza delle sue origini ebree. Nel 1934 venne pubblicato Das kleine Lesebuch für Große dall'editore Rohwolt.
A partire dal 1930 Mascha Kaléko fu attiva in radio e nel cabaret, la compagnia Künstlerkabarett con Edmund Nick e Günter Neumann inscenava i suoi pezzi che venivano recitati da interpreti e attrici come Rosa Valetti, Claire Waldoff o Annemarie Hase.
Nel dicembre 1936 nacque un figlio, Evjatar Alexander Michael (il nome venne modificato in Steven durante l'esilio), il padre era il dirigente d'orchestra e musicologo Chemjo Vinaver che come Mascha era originario della Polonia. Il 22 gennaio del 1938 Mascha e Saul divorziarono, sei giorni dopo sposò Chemjo Vinaver mantenendo il cognome Kaléko come nome d'arte. Ben presto i suoi libri vennero messi all'indice e nel settembre del 1938 la famiglia emigrò negli Stati Uniti. Mentre Chemjo stentava a trovare una collocazione professionale, Mascha mantenne la famiglia redigendo testi pubblicitari e scrivendo poesie per bambini. Nel 1939 pubblicò dei testi nella rivista ebraica in lingua tedesca "Aufbau". Nel 1944 la famiglia ottenne la cittadinanza statunitense.
Dopo la seconda guerra mondiale le sue opere vennero ripubblicate da Rohwolt e ottennero nuovamente un buon successo, entrambi i libri scalarono la classifica dei best seller. Nel 1960 la Akademie der Künste avrebbe dovuto conferirle il premio Theodor Fontane per l'arte e la letteratura ma Mascha lo rifiutò a causa della presenza in giuria di Hans Egon Holthusen, ex membro delle SS. Nello stesso anno, su desiderio del marito che intendeva approfondire le sue ricerche sulla musica corale chassidica, la coppia si trasferì a Gerusalemme dove Mascha faticò ad ambientarsi a causa delle difficoltà linguistiche e delle differenze culturali.
Nel 1968 morì il figlio rimasto a New York, nel 1973 morì anche il marito. Mascha trovò la forza di ricominciare a scrivere svariate poesie. Nell'estate del 1974 soggiornò a Zurigo dove venne sottoposta ad un primo intervento per un tumore allo stomaco, in settembre tornò a Berlino per tenere una conferenza presso la Amerika-Gedenkbibliothek insieme allo scrittore Horst Krüger, durante il soggiorno a Berlino espresse il desiderio di acquistare un appartamento nella città alla quale era legata dai piacevoli ricordi di gioventù. Sulla via del ritorno a Gerusalemme fece una tappa a Zurigo, qui venne ricoverata in una clinica privata dove morì il 21 gennaio del 1975. Venne sepolta al cimitero ebraico Unterer Friesenberg di Zurigo.

## Opere
- Das lyrische Stenogrammheft. Verse vom Alltag. Rowohlt, Berlino 1933.
- Kleines Lesebuch für Große. Gereimtes und Ungereimtes. Rowohlt, Berlino 1935.
  - In un volume: Das lyrische Stenogrammheft. Kleines Lesebuch für Große. Rowohlt Taschenbuch (rororo 175), Reinbek 1956 (28. A. 2004), ISBN 978-3-499-11784-8.
- Verse für Zeitgenossen. Schoenhof Verlag, Cambridge (Mass.) 1945.
  - Rowohlt Taschenbuch, Reinbek 1958 (19. A. 2004), ISBN 978-3-499-14659-6
- Der Papagei, die Mamagei und andere komische Tiere. Ein Versbuch für verspielte Kinder sämtlicher Jahrgänge. Fackelträger-Verlag, Hannover 1961.
- Verse in Dur und Moll, Walter Verlag (Collection Känguruh), Olten/Freiburg 1967.
- Das himmelgraue Poesiealbum der Mascha Kaléko. Blanvalet, Berlino 1968.
- Wie’s auf dem Mond zugeht und andere Verse. Blanvalet, Berlino 1971.
  - Con illustrazione di Verena Ballhaus. Boje, Colonia 2010, ISBN 978-3-414-82224-6.
- Hat alles seine zwei Schattenseiten. Sinn- & Unsinngedichte. Eremiten-Presse (Broschur 46), Düsseldorf 1973.

Pubblicazioni postume
- Feine Pflänzchen. Rosen, Tulpen, Nelken und nahrhaftere Gewächse. Eremiten-Presse (Broschur 68), Düsseldorf 1976.
- Der Gott der kleinen Webfehler. Spaziergänge durch New Yorks Lower Eastside und Greenwich Village. Eremiten-Presse (Broschur 75), Düsseldorf 1977.
- In meinen Träumen läutet es Sturm. Gedichte und Epigramme aus dem Nachlaß. dtv, (dtv 1294), Monaco di Baviera 1977, ISBN 3-423-01294-3.
- Horoskop gefällig? Verse in Dur und Moll. Eulenspiegel-Verlag, Berlino 1977.
- Heute ist morgen schon gestern. Poesie dal lascito. Arani Verlag, Berlino 1980.
- Tag- und Nacht-Notizen. Eremiten-Presse (Broschur 105), Düsseldorf 1981.
- Ich bin von anno dazumal. Chansons, Lieder, Gedichte. Arani Verlag, Berlino 1984.
- Der Stern, auf dem wir leben. Versi per contemporanei, con illustrazioni di Werner Klemke. Rowohlt, Reinbek 1984.
- Die paar leuchtenden Jahre. dtv, (dtv 13149), Monaco di Baviera 2003, ISBN 978-3-423-13149-0.
- Liebesgedichte. Poesie scelte da Elke Heidenreich, Insel Taschenbuch (it 3263), Francoforte 2007, ISBN 978-3-458-34963-1.
- Mein Lied geht weiter. Hundert Gedichte. dtv, (dtv 13563), Monaco di Baviera 2007, ISBN 978-3-423-13563-4.
- Sämtliche Werke und Briefe in vier Bänden. Edito e commentato da Jutta Rosenkranz. Band 1: Werke. Band 2: Briefe 1932–1962. Band III: Briefe 1963–1975. Band IV: Kommentar. dtv, Monaco di Baviera 2012, ISBN 978-3-423-59086-0.
- Sei klug und halte dich an Wunder. Gedanken über das Leben. Edito da Gisela Zoch-Westphal und Eva-Maria Prokop. dtv, Monaco di Baviera 2013, ISBN 978-3-423-14256-4.
- Liebst du mich eigentlich? Briefe an ihren Mann. Edito da Gisela Zoch-Westphal und Eva-Maria Prokop. dtv, Monaco di Baviera 2015, ISBN 978-3-423-28039-6.
- Liebesgedichte. Edito da Gisela Zoch-Westphal und Eva-Maria Prokop. dtv, Monaco di Baviera 2015, ISBN 978-3-423-28063-1.
- Das lyrische Stenogrammheft dtv, München, 2016, ISBN 978-3-423-28098-3.
- Träume, die auf Reisen führen. Gedichte für Kinder. Illustrazioni di Hildegard Müller. Edito da Eva-Maria Prokop. dtv, Monaco di Baviera 2016, ISBN 978-3-423-64027-5
- Feine Pflänzchen. Con illustrazione di Eva Schöffmann-Davidov. dtv, Monaco di Baviera 2016, ISBN 978-3-423-28082-2.